# Alexius Obabu Makozi
Alexius Obabu Makozi (Okene, 15 de fevereiro de 1932 - 16 de janeiro de 2016) foi um clérigo nigeriano e bispo católico romano de Port Harcourt.
Alexius Obabu Makozi foi ordenado sacerdote pela Prefeitura Apostólica de Kabba em 6 de janeiro de 1961.
Papa Paulo VI nomeou-o bispo auxiliar na diocese de Lokoja e bispo titular de Fallaba em 20 de fevereiro de 1971. Foi ordenado bispo pelo Arcebispo de Lagos, John Kwao Amuzu Aggey, em 30 de maio do mesmo ano em sua cidade natal; Os co-consagradores foram Auguste Delisle CSSp, Bispo de Lokoja, e Dominic Ignatius Ekandem, Bispo de Ikot Ekpene.
Em 30 de julho de 1972 foi nomeado Bispo de Lokoja. O Papa João Paulo II o nomeou Bispo de Port Harcourt em 31 de agosto de 1991. Em 4 de maio de 2009, o Papa Bento XVI aceitou sua aposentadoria por idade.